# Algernon Percy (1851-1933)
Algernon Malcolm Arthur Percy (2 octobre 1851-28 décembre 1933) est un militaire britannique et un homme politique conservateur qui siège à la Chambre des communes de 1882 à 1887.

## Biographie
Il est le deuxième fils d'Algernon Percy (6e duc de Northumberland) et de son épouse Louisa Drummond, fille de Henry Drummond de Albury Park, Surrey. Il fait ses études au Collège d'Eton et à Christ Church, à Oxford. De 1872 à 1880, il est lieutenant dans les Grenadier Guards. Il est major du 3e bataillon du Royal Berkshire Regiment de 1881 à 1886. Il est également juge de paix pour le Surrey.
En 1882, Percy est élu député de Westminster et occupe le siège jusqu'à ce qu'il soit divisé en vertu de la Redistribution of Seats Act 1885. Aux élections générales de 1885, il est élu député de St George's, Hanover Square, jusqu'à ce qu'il démissionne de son siège en 1887.
Percy est major dans le 3e bataillon (de milice) des Northumberland Fusiliers à partir de 1886 et est promu lieutenant-colonel le 15 juillet 1895. Au début de 1900, il rejoint le régiment lorsqu'il est stationné à Malte. Il est nommé commandant de la Brigade d'infanterie volontaire de Tyne le 5 mars 1902, avec le grade de colonel dans la Force des volontaires pendant son service. Dans la liste des honneurs du couronnement de 1902, il est nommé aide de camp du roi Édouard VII avec le grade régulier de colonel. Il sert comme tel jusqu'à la mort du roi en 1910 et est renommé aide de camp du roi George V de 1910 à 1920.
Il est haut shérif du Warwickshire en 1910, parfois conseiller municipal du comté de Warwickshire et président du conseil du comté de Warwickshire.
Percy épouse Victoria Edgcumbe (une fille de William Edgcumbe (4e comte de Mount Edgcumbe)) le 3 août 1880 et ils ont deux enfants:
- Algernon William (1884-1916), tué (célibataire) à bord du HMS Queen Mary à la bataille du Jutland.
- Katharine Louisa Victoria (1882–1964), épouse son cousin, Josceline Heber-Percy.

Percy et sa femme ont élu domicile à Guys Cliffe, près de Warwick.